# Hoop Doet Leven (Made)
'Hoop Doet Leven' is een korenmolen in de Nederlandse plaats Made (provincie Noord-Brabant).

## Geschiedenis
De molen is in 1867 gebouwd door Dries van de Reijt. Hij bleef tot circa 1900 de eigenaar, daarna nam zijn zoon Frans de molen over. Deze voorzag Hoop Doet Leven in 1904 van zelfzwichting. Het exacte verdwijningsjaar daarvan is niet bekend, maar in 1911 zat het er nog op.
De molen werd in 1930 verkocht aan Rinus Wagemakers. Hij maakte in 1932 een groot ongeluk mee op de molen: tijdens het draaien brak de ijzeren kop van de houten as en deze kwam naar beneden. Het wiekenkruis was volledig verwoest en niet meer bruikbaar. Dankzij een landelijke actie kon de molen worden hersteld met een tweedehands as en wieken van de molen "Letronie" in Hoogeloon. Het herstel van de molen in Made betekende helaas wel het einde van de molen in Hoogeloon, waarvan het kruiwerk overigens overging naar De Doornboom te Hilvarenbeek. Tot 1939 bleef Wagemakers de eigenaar van deze molen, daarna verkocht hij hem aan Bertus Hermus. Deze heeft de molen in 1941 laten restaureren en heeft hem tot 1953 in bedrijf gehouden. In dat jaar werd de molen buiten bedrijf gezet waarna het verval intrad.
In 1971 is de molen gerestaureerd. Na nog een restauratie in 1989, waarbij nieuwe roeden zijn gestoken en de binnenroede van fokwieken met regelborden is voorzien, wordt de molen weer regelmatig op windkracht in bedrijf gezet door de vrijwillige molenaar. Tevens zat er toentertijd een mechanische maalderij met toebehoren in de molen, van de firma Hermus Made BV. In 2004 is deze uit de molen vertrokken. Wel bleef Hermus de eigenaar van de molen en verantwoordelijk voor het onderhoud ervan. In de jaren 2010 tot 2012 zijn enkele werkzaamheden uitgevoerd. 
Tot enkele jaren geleden werd de molen op professionele basis graan gemalen, thans is de molen buiten bedrijf. In 2021 is de molen overgegaan naar een nieuwe eigenaar. Een uitgebreide restauratie is in voorbereiding waarbij onder meer het voegwerk aangepakt dient te worden en het volledige wiekenkruis vervangen zal worden, men verwacht deze in 2024 uit te kunnen voeren.